# Municipio de Martin (Míchigan)
El municipio de Martin (en inglés: Martin Township) es un municipio ubicado en el condado de Allegan en el estado estadounidense de Míchigan. En el año 2010 tenía una población de 2.629 habitantes y una densidad poblacional de 28,29 personas por km².

## Geografía
El municipio de Martin se encuentra ubicado en las coordenadas 42°33′10.12″N 85°36′26.06″O / 42.5528111, -85.6072389. Según la Oficina del Censo de los Estados Unidos, el municipio tiene una superficie total de 93,1 km² (35,9 mi²), de la cual 92,3 km² (35,6 mi²) corresponden a tierra firme y 3,7 km² (1,4 mi²) (0.83%) es agua.

## Demografía
En el 2000 la renta per cápita promedia del hogar era de $40.565, y el ingreso promedio para una familia era de $45.595. El ingreso per cápita para la localidad era de $17.233. En 2000 los hombres tenían un ingreso per cápita de $37.279 contra $26.471 para las mujeres. Alrededor del 8.40% de la población estaba bajo el umbral de pobreza nacional.